# Microvalgus nigriceps
Microvalgus nigriceps är en skalbaggsart som beskrevs av Lea 1914. Microvalgus nigriceps ingår i släktet Microvalgus och familjen Cetoniidae. Inga underarter finns listade i Catalogue of Life.